# Canal de Westhafen
Le canal de Westhafen (en allemand : Westhafenkanal) est un canal allemand se trouvant dans le land de Berlin. Il fait 3,1 km de long et relie le port berlinois de Westhafen au canal navigable Berlin-Spandau, à son extrémité orientale, et à la Spree dans le quartier de Charlottenbourg, à son extrémité ouest. Il ne possède pas d'écluses.
La construction du canal a commencé en 1938, mais a été interrompu par la Seconde Guerre mondiale, avant de reprendre entre 1954 et 1956. Le canal Westhafen remplace partiellement le canal de Charlottenbourg qui reliait déjà le canal navigable Berlin-Spandau et la Spree. La section du canal de Charlottenbourg parallèle au canal de Westhafen a été fermée et comblée, tandis que l'autre section fournit désormais une seconde liaison entre le canal de Westhafen d'une part et la Spree et le canal de Landwehr à Spreekreuz d'autre part.